# Nicolas Görtler
Nicolas Görtler (* 8. März 1990 in Bamberg) ist ein deutscher Fußballspieler. Der Stürmer spielt seit Sommer 2019 für den FC Eintracht Bamberg.

## Karriere
Görtler begann das Fußballspielen beim SC Kemmern und wechselte 2005 zum 1. FC Eintracht Bamberg. Dort spielte er 2009/10 für die erste Mannschaft in der Regionalliga Süd. Nachdem der 1. FC Eintracht Bamberg hatte Insolvenz anmelden müssen, spielte Görtler in der Bayernliga für den Nachfolgeverein FC Eintracht Bamberg 2010 weiter. Nach 17 Toren in 20 Hinrundenspielen wechselte er im Januar 2011 zur zweiten Mannschaft des 1. FC Nürnberg. Im Sommer 2012 folgte sein Wechsel in die 3. Liga zum SV Wehen Wiesbaden. Sein Vertrag bei den Hessen lief bis 2013. Nachdem dieser nicht verlängert worden war, kehrte Görtler zu Beginn der Saison 2013/14 nach Bamberg zurück. Für die Eintracht erzielte er gleich in seinem ersten Jahr 21 Tore in 35 Spielen. Nach der Saison 2015/16 wechselte Görtler zum 1. FC Schweinfurt 05. Mit den Schweinfurtern spielte er die folgenden drei Jahre in der Regionalliga Bayern, die anvisierte Meisterschaft gelang jedoch nicht. Im Sommer 2019 kehrte Görtler zum FC Eintracht Bamberg zurück und bestritt bis Ende 2018 nochmals 18 Punktspiele. Zum 1. Januar 2020 kehrte er zu seinem ehemaligen Ausbildungsverein, dem SC Kemmern, zurück.

## Erfolge
FC Eintracht Bamberg
- Torschützenkönig der Fußball-Regionalliga Bayern: 2013/14 (21 Treffer)

1. FC Schweinfurt 05
- Bayerischer Pokalsieger: (2) 2017, 2018

## Sonstiges
Nicolas’ jüngerer Bruder Lukas ist ebenfalls Profifußballer.